# Champigny (Yonne)
Champigny ist eine französische Gemeinde mit 2.127 Einwohnern (Stand: 1. Januar 2022) im Département Yonne in der Region Bourgogne-Franche-Comté. Sie gehört zum Arrondissement Sens und zum Kanton Pont-sur-Yonne. Die Einwohner werden Campestriens genannt.

## Geografie
Der Fluss Yonne bildet die nördliche Gemeindegrenze. Umgeben wird Champigny von den Nachbargemeinden Vinneuf im Norden und Nordwesten, Courlon-sur-Yonne im Nordosten, Villemanoche im Osten, Lixy im Südosten, Villethierry im Süden sowie Chaumont im Westen.
Die frühere Nationalstraße N 6 (heutige D 606) führt durch Champigny.

## Bevölkerungsentwicklung
| 1962 | 1968 | 1975 | 1982 | 1990 | 1999 | 2006 | 2012 | 2018 |
| ---- | ---- | ---- | ---- | ---- | ---- | ---- | ---- | ---- |
| 1101 | 1167 | 1143 | 1424 | 1782 | 1887 | 2021 | 2240 | 2161 |

## Sehenswürdigkeiten
- Kirche Saint-Martin aus dem 12. Jahrhundert, Umbauten aus dem 16. Jahrhundert, seit 1926 Monument historique

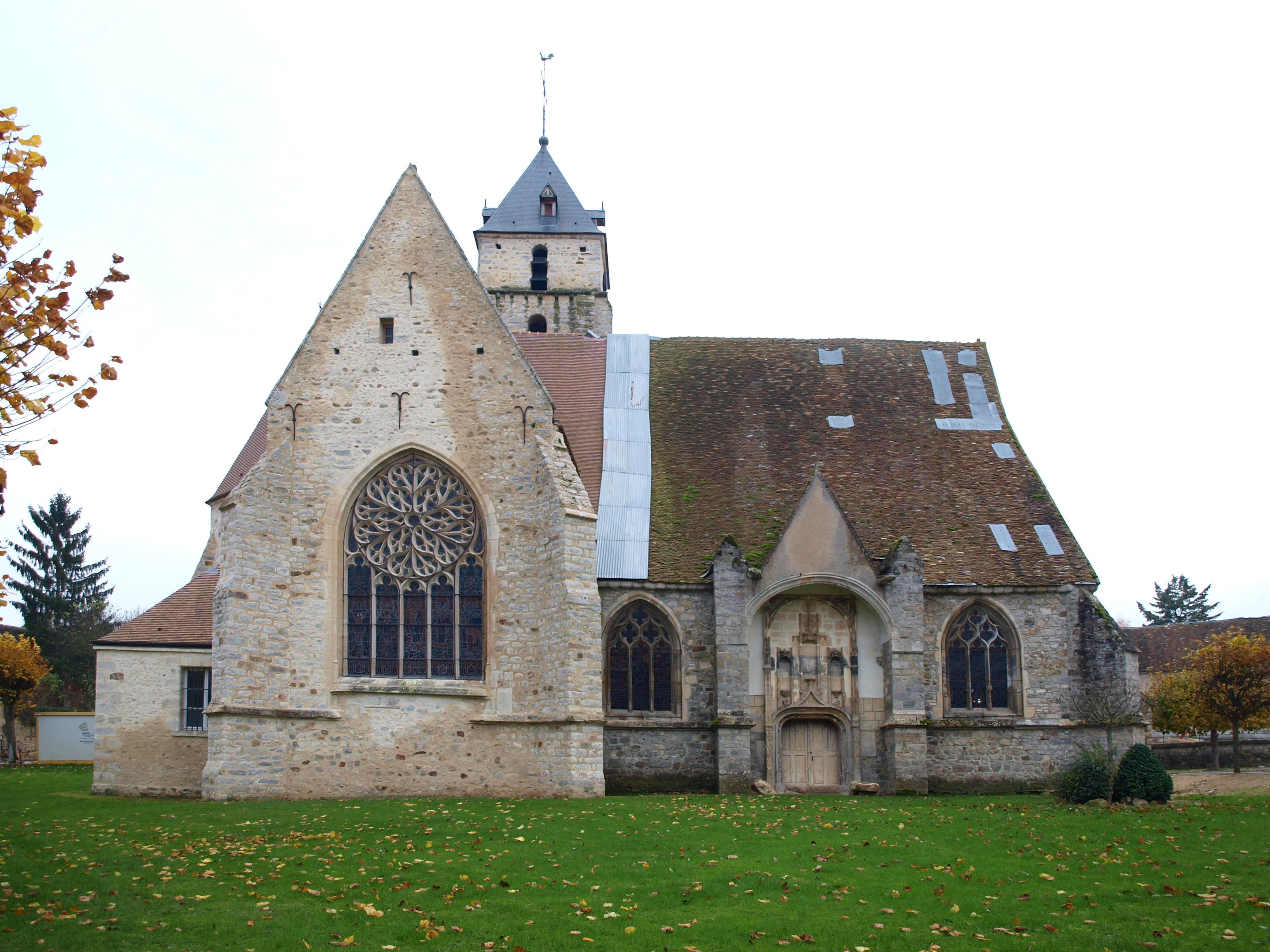
Kirche Saint-Martin

- Schloss